# Telmatobius verrucosus
Telmatobius verrucosus är en groddjursart som beskrevs av Werner 1899. Telmatobius verrucosus ingår i släktet Telmatobius och familjen Ceratophryidae. IUCN kategoriserar arten globalt som sårbar. Inga underarter finns listade i Catalogue of Life.